# 蜀山镇
蜀山镇，是中华人民共和国安徽省芜湖市无为市下辖的一个乡镇级行政单位。

## 行政区划
蜀山镇下辖以下地区：
蜀山社区、黄姑社区、百胜社区、集中村、仁泉村、凤凰山村、新安村、白湖村、苏疃村、德和村、双泉村、拾联村、杨桥村、花桥村、关河村、石岗村和湖东村。